# Carlos Valdés Parra
Carlos Enrique Valdés Parra (Cali, Valle del Cauca, Colombia; 22 de mayo de 1985) es un exfutbolista colombiano. Jugaba de defensa. Desde el año 2016 es panelista del canal televisivo ESPN Colombia.
Carlos, es hermano del exfutbolista Diego Valdés Parra.

## Trayectoria

### Inicios y Real Cartagena
Inició su carrera deportiva en el América de Cali sin embargo debutó como profesional en Real Cartagena Club con el que obtuvo la Primera B en 2003. También ha estado en la Selección Colombia Sub-20 con la que ganó el Campeonato Sudamericano Sub-20 y con la selección en el Mundial Juvenil de los Países Bajos.

### América de Cali
En el América de Cali fue jugador y capitán hasta mediados del 2009, cuando fue trasferido al Santa Fe.

### Santa Fe
Posteriormente, se especuló con su llegada al Atlético Nacional para el segundo semestre de 2010. Sin embargo, todo acabó en un rumor porque el jugador disputó con Santa Fe la Copa Sudamericana 2010 y Torneo Finalización. Al término de los mismos, deja a Santa Fe para jugar en la Major League Soccer de los Estados Unidos con el club Philadelphia Union.

### Philadelphia Union
En Estados Unidos permaneció una temporada, al final de las cuales regresó a Santa Fe el 8 de enero de 2013, para disputar el Torneo apertura y la Copa Libertadores.

### San Lorenzo
En enero de 2014, es cedido a préstamo por un año, del Philadelphia Union de la MLS, a San Lorenzo de la Primera División de Argentina. Participó en siete partidos de la Copa Libertadores de América 2014, en la que San Lorenzo fue el campeón.
El día 17 de julio de 2014, San Lorenzo, decide rescindirle el contrato al jugador, ya que este luego de su actuación en la Copa del Mundo de Brasil, no volvió a los entrenamientos el día que pactó el club con el jugador. el zaguero colombiano no se presentó a la pretemporada amparado por una licencia que FIFA brinda a todos los jugadores que participaron del Mundial. Además que Valdés vía la red social Twitter le manifestó al vicepresidente del club San Lorenzo que no se le estaba abonando su salarió desde hace cinco meses, por lo que el vicepresidente le respondió que era una mentira y que se le estaba abonando su salario a través de "giros" que le mandaba la entidad de Buenos Aires al club de fútbol Philadelphia Union de los Estados Unidos, entonces este le dijo que siga de vacaciones y ahora deberá volver al club norteamericano.

### Regreso a Philadelphia
Vuelve a la MLS después del Brasil 2014 tras no presentarse a tiempos con San Lorenzo.

### Nacional
En el verano del 2015 fichó para el Nacional y el 6 de febrero fue presentado como nuevo jugador del club. Jugó solo ocho partidos y tuvo un desempeño inferior al esperado. Años más tarde el jugador en su cuenta de Twitter declara que estuvo manejando una lesión en sus rodillas por lo que no se le dio en el club la susficiente oportunidad de jugar. Luego de la obtención del Campeonato Uruguayo abandonó el club tras llegar a un acuerdo para la rescisión del contrato.

### Santa Fe
El 26 de julio Santa Fe confirmaría por Twitter que habían adquirido el 100% del jugador luego de dos años por fuera del equipo cardenal y será inscrito a la mayor brevedad, luego que se abran de nuevo las inscripciones en la Dimayor.

### Atlético Socopó
El 4 de febrero de 2017 es presentado como nuevo jugador de Atlético Socopó de la Primera División de Venezuela.únicamente entreno en el equipo, ya que no firmaron contrato y fue llevado por un falso empresario, prometiendo un club en china que nunca llegó.

## Selección nacional
Ha sido internacional con la Selección de fútbol de Colombia desde el 1 de mayo de 2008, cuando debutó en el partido amistoso contra Venezuela, disputado en Bucaramanga. En 2010 fue convocado nuevamente a la selección por el técnico Hernán Darío Gómez para la gira realizada en el mes de junio, anotando un gol contra Nigeria. En agosto de 2012 José Pekerman lo convocó para un microciclo que la selección Colombia. Posteriormente reapareció en las eliminatorias al mundial y marcó un gol en la goleada 5-0 frente a Bolivia el 22 de marzo de 2013. El 19 de noviembre de 2013 Carlos Valdés entraría a jugar un partido amistoso contra la selección de los Países Bajos en el estadio Ámsterdam Arena Holanda, encuentro que quedaría 0 a 0.
El 13 de mayo de 2014 fue incluido por el entrenador José Pekerman en la lista preliminar de 30 jugadores con miras a la Copa Mundial de Fútbol de 2014. Finalmente, fue seleccionado en la nómina definitiva de 23 jugadores el 2 de junio.
El 11 de mayo del 2015 fue seleccionado por José Pekerman en los 30 pre-convocados para disputar la Copa América 2015.
Fue seleccionado en la nómina definitiva de 23 jugadores el 30 de mayo. Finalmente deja de ser convocado a la selección Colombia debido a su bajo rendimiento deportivo, porque no ha tenido continuidad en su actual club.

### Goles internacionales
| # | Fecha               | Lugar                                         | Rival   | Gol | Resultado | Competición                |
| - | ------------------- | --------------------------------------------- | ------- | --- | --------- | -------------------------- |
| 1 | 30 de mayo de 2010  | Milton Keynes, Reino Unido                    | Nigeria | 1-0 | 1-1       | Amistoso                   |
| 2 | 22 de marzo de 2013 | Estadio Metropolitano, Barranquilla, Colombia | Bolivia | 2-0 | 5-0       | Eliminatorias Mundial 2014 |

### Participaciones enEliminatorias al Mundial
| Eliminatoria                         | Sede del Mundial | Posición      | Resultado   | PJ | GA | Asis |
| ------------------------------------ | ---------------- | ------------- | ----------- | -- | -- | ---- |
| Eliminatorias Mundial de Brasil 2014 | Brasil           | 2°lugar 30pts | Clasificado | 5  | 1  | 0    |

### Participaciones enCopas del Mundo
| Mundial                  | Sede                     | Resultado                | PJ                           | GA | Asis |
| ------------------------ | ------------------------ | ------------------------ | ---------------------------- | -- | ---- |
| Copa Mundial Sub-20 2005 | Países Bajos             | Octavos de final         | 0 (4 partidos como suplente) | 0  | 0    |
| Mundial de Brasil 2014   | Brasil                   | Cuartos de final         | 1                            | 0  | 0    |
| Total en Copas del Mundo | Total en Copas del Mundo | Total en Copas del Mundo | 1                            | 0  | 0    |

### Participaciones enCopas América
| Copa América      | Sede  | Resultado        | PJ                           | GA | Asis |
| ----------------- | ----- | ---------------- | ---------------------------- | -- | ---- |
| Copa América 2015 | Chile | Cuartos de final | 0 (4 partidos como suplente) | 0  | 0    |

## Clubes
| Club               | País           | Año         |
| ------------------ | -------------- | ----------- |
| Real Cartagena     | Colombia       | 2003 - 2005 |
| América de Cali    | Colombia       | 2006 - 2009 |
| Santa Fe           | Colombia       | 2009 - 2011 |
| Philadelphia Union | Estados Unidos | 2011 - 2012 |
| Santa Fe           | Colombia       | 2012 - 2013 |
| San Lorenzo        | Argentina      | 2014        |
| Philadelphia Union | Estados Unidos | 2014        |
| Nacional           | Uruguay        | 2015        |
| Santa Fe           | Colombia       | 2015        |
| Atlético Socopó    | Venezuela      | 2017        |

## Estadísticas

### Clubes
| Club                              | Div.                | Temporada           | Liga        | Liga        | Copa Nacional | Copa Nacional | Copa Internacional | Copa Internacional | Total       | Total       |
| Club                              | Div.                | Temporada           | Part.       | Goles       | Part.         | Goles         | Part.              | Goles              | Part.       | Goles       |
| --------------------------------- | ------------------- | ------------------- | ----------- | ----------- | ------------- | ------------- | ------------------ | ------------------ | ----------- | ----------- |
| Real Cartagena · Colombia         | 2.ª                 | 2003                | Desconocido | Desconocido | Inexistentes  | Inexistentes  | Inexistentes       | Inexistentes       | Desconocido | Desconocido |
| Real Cartagena · Colombia         | 2.ª                 | 2004                | Desconocido | Desconocido | Inexistentes  | Inexistentes  | Inexistentes       | Inexistentes       | Desconocido | Desconocido |
| Real Cartagena · Colombia         | 1.ª                 | 2005                | 33          | 0           | Inexistentes  | Inexistentes  | Inexistentes       | Inexistentes       | 33          | 0           |
| Real Cartagena · Colombia         | Total               | Total               | 33          | 0           | 0             | 0             | 0                  | 0                  | 33          | 0           |
| América de Cali · Colombia        | 1.ª                 | 2006                | 12          | 0           | Inexistentes  | Inexistentes  | Inexistentes       | Inexistentes       | 12          | 0           |
| América de Cali · Colombia        | 1.ª                 | 2007                | 31          | 1           | Inexistentes  | Inexistentes  | Inexistentes       | Inexistentes       | 31          | 1           |
| América de Cali · Colombia        | 1.ª                 | 2008                | 42          | 1           | Desconocido   | Desconocido   | 6                  | 0                  | 48          | 1           |
| América de Cali · Colombia        | 1.ª                 | 2009                | 12          | 2           | Desconocido   | Desconocido   | 4                  | 0                  | 16          | 2           |
| América de Cali · Colombia        | Total               | Total               | 97          | 4           | 0             | 0             | 10                 | 0                  | 107         | 4           |
| Santa Fe · Colombia               | 1.ª                 | 2009                | 23          | 1           | Desconocido   | Desconocido   | Inexistentes       | Inexistentes       | 23          | 1           |
| Santa Fe · Colombia               | 1.ª                 | 2010                | 33          | 0           | Desconocido   | Desconocido   | 5                  | 0                  | 38          | 0           |
| Santa Fe · Colombia               | 1.ª                 | 2013                | 32          | 4           | 1             | 1             | 10                 | 0                  | 43          | 5           |
| Santa Fe · Colombia               | 1.ª                 | 2015                | 2           | 0           | Inexistentes  | Inexistentes  | 0                  | 0                  | 2           | 0           |
| Santa Fe · Colombia               | Total               | Total               | 90          | 5           | 1             | 1             | 15                 | 0                  | 106         | 6           |
| Philadelphia Union Estados Unidos | 1.ª                 | 2011                | 34          | 1           | 1             | 0             | Inexistentes       | Inexistentes       | 35          | 1           |
| Philadelphia Union Estados Unidos | 1.ª                 | 2012                | 33          | 2           | 2             | 0             | Inexistentes       | Inexistentes       | 35          | 2           |
| Philadelphia Union Estados Unidos | 1.ª                 | 2014                | 8           | 0           | 1             | 0             | Inexistentes       | Inexistentes       | 9           | 0           |
| Philadelphia Union Estados Unidos | Total               | Total               | 75          | 3           | 4             | 0             | 0                  | 0                  | 79          | 3           |
| San Lorenzo Argentina             | 1.ª                 | 2014                | 7           | 0           | Inexistentes  | Inexistentes  | 7                  | 0                  | 14          | 0           |
| San Lorenzo Argentina             | Total               | Total               | 7           | 0           | 0             | 0             | 7                  | 0                  | 14          | 0           |
| Nacional · Uruguay                | 1.ª                 | 2015                | 8           | 0           | Inexistentes  | Inexistentes  | Inexistentes       | Inexistentes       | 8           | 0           |
| Nacional · Uruguay                | Total               | Total               | 8           | 0           | 0             | 0             | 0                  | 0                  | 8           | 0           |
| Atlético Socopó · Venezuela       | 1.ª                 | 2017                | 0           | 0           | Inexistentes  | Inexistentes  | Inexistentes       | Inexistentes       | 0           | 0           |
| Atlético Socopó · Venezuela       | Total               | Total               | 0           | 0           | 0             | 0             | 0                  | 0                  | 0           | 0           |
| Total en su carrera               | Total en su carrera | Total en su carrera | 310         | 12          | 5             | 1             | 32                 | 0                  | 347         | 13          |

### Selección
| Absoluta · Colombia          | 2008                       | — | — | 0 | 0 | — | — | 0 | 0 |
| Absoluta · Colombia          | Total                      | 0 | 0 | 0 | 0 | 0 | 0 | 0 | 0 |
| Total Selecciones Colombia   | Total Selecciones Colombia | 0 | 0 | 0 | 0 | 0 | 0 | 0 | 0 |
| (1) Incluye los partidos de. |                            |   |   |   |   |   |   |   |   |

## Palmarés

### Torneos nacionales
| Título                | Equipo          | País    | Año     |  | Primera B | Real Cartagena | 2004 |
| Primera A             | América de Cali | 2008-II |         |  |           |                |      |
| Copa Colombia         | Santa Fe        | 2009    |         |  |           |                |      |
| Superliga de Colombia | Santa Fe        | 2013    |         |  |           |                |      |
| Campeonato Uruguayo   | Nacional        | Uruguay | 2014-15 |  |           |                |      |

### Copas internacionales
| Título               | Equipo           | País      | Año  |
| -------------------- | ---------------- | --------- | ---- |
| Sudamericano Sub-20  | Selección Sub-20 | Colombia  | 2005 |
| Juegos Centro/Caribe | Selección Sub-21 | Colombia  | 2006 |
| Copa Libertadores    | San Lorenzo      | Argentina | 2014 |
| Copa Sudamericana    | Santa Fe         | Colombia  | 2015 |

(*) Incluyendo la selección

### Distinciones individuales
| Distinción                                     | Año  |
| ---------------------------------------------- | ---- |
| Parte del Equipo Ideal de la Copa Libertadores | 2013 |

## Filmografía
| Título           | Año           | Cadena        | Rol       |
| ---------------- | ------------- | ------------- | --------- |
| ESPN FC          | 2016-2019     | ESPN Colombia | Panelista |
| ESPN Fútbol Show | 2020-presente | ESPN Colombia | Panelista |